# Presqueira
Presqueira (llamada oficialmente San Martiño de Presqueira) es una parroquia y un lugar español del municipio de Baños de Molgas, en la provincia de Orense, Galicia.

## Toponimia
La parroquia también es conocida por el nombre de San Martín de Presqueira.

## Organización territorial
La parroquia está formada por una entidad de población:
- Presqueira

## Demografía
Gráfica demográfica del lugar y parroquia de Presqueira según el INE español:
| Gráfica de evolución demográfica de Presqueira entre 2000 y 2022 |
|                                                                  |
| Datos según el nomenclátor publicado por el INE.                 |